# Julián de Cortázar
Julián de Cortázar y Carrillo (Durango, España, 7 de enero de 1576  - Bogotá, 31 de octubre de 1630) fue un sacerdote católico español, que fue obispo del Tucumán entre 1617 y 1626 y arzobispo de Bogotá entre 1627 y 1630.

## Biografía
Estudió en la Universidad de Oñate, donde también enseñó teología. Fue miembro del Colegio de Santa Cruz de Valladolid y catedrático de Artes, y luego fue nombrado canónigo magistral de Santo Domingo de la Calzada.
En 1617, el rey Felipe III lo propuso como obispo del Tucumán y el papa Paulo V lo autorizó. Nombrado como tal en España, se embarcó inmediatamente hacia América, desembarcando en Buenos Aires en marzo de 1618. Se trasladó luego a Asunción, donde el obispo local, Lorenzo Pérez de Grado, lo consagró obispo. Desde allí se trasladó a Santa Fe, y finalmente a Santiago del Estero, arribando el 28 de septiembre de ese año. Encontró la catedral de la diócesis destruida por un incendio y a medio reconstruir, y dedicó sus primeros años de mandato a corregir desviaciones en las costumbres del clero local; su carácter fuerte lo llevó a serias discusiones con los frailes dominicos. Se trasladó a Córdoba, donde fomentó la Universidad que ya funcionaba y donde debió imponerse al monasterio de las Catalinas por la fuerza de su autoridad. Informó a la Corona que los jesuitas tenían en Córdoba 13 sacerdotes, 28 estudiantes y 11 coadjutores.
En 1620 continuó su visita pastoral, visitando La Rioja, Londres y San Miguel de Tucumán. De regreso en Santiago del Estero, en 1621 consagró obispo a monseñor Pedro Carranza, primer obispo de Buenos Aires. Durante su visita a los Valles Calchaquíes, la presencia de una escolta armada junto al obispo alarmó a las poblaciones indígenas, que huyeron y se negaron a presentárseles. De allí visitó Salta, San Salvador de Jujuy y Esteco.
Durante toda su gestión fue gobernador del Tucumán Juan Alonso de Vera y Zárate, con quien el obispo tuvo repetidos roces, al punto de llegar a excomulgarlo durante algunas semanas. Durante su gestión encargó el seminario diocesano a los Padres Jesuitas.
El 9 de enero de 1625 fue presentado por el rey Felipe IV para la Arquidiócesis de Bogotá, para la que fue nombrado algunas semanas más tarde. Se puso en marcha a través del Perú y se hizo cargo de su arzobispado entrando a la ciudad de Bogotá el 4 de julio de 1627. En esa ciudad amplió el Palacio Episcopal y realizó una visita parcial de su diócesis.
Tras ejercer su mandato durante tres años, falleció en Bogotá en octubre de 1630.
Una calle de la ciudad de Córdoba, en Argentina, lleva su nombre.